# Блешня (Черниговская область)
Бле́шня (укр. Блешня) — село в Семёновском районе Черниговской области Украины. Население 0 человек. Занимает площадь 0,19 км².
В 2021 умер единственный  житель 
Код КОАТУУ: 7424784503. Почтовый индекс: 15451. Телефонный код: +380 4659.

## Власть
Орган местного самоуправления — Орликовский сельский совет. Почтовый адрес: 15450, Черниговская обл., Семёновский р-н, с. Орликовка, ул. Сосновка, 13.